# Microsoft MVP

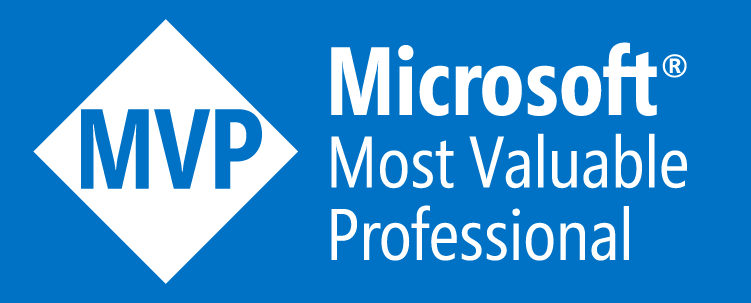
Microsoft-MVP-Auszeichnung

Der Microsoft MVP (engl. Most Valuable Professional „Höchstgeschätzter Experte“) ist die höchste Auszeichnung von Microsoft, die an engagierte Experten mit herausragender technischer Kompetenz für ihre Beiträge (Vorträge, Blogartikel, Forenbeiträge) zur Community vergeben wird. Die Auszeichnung wird seit 1993 jährlich verliehen.
Im Jahr 2022 gibt es 3386 aktive MVPs weltweit, davon 131 aus der D-A-CH-Region, die sich auf 11 technologische Fachgebiete (s. u.) aufteilen. Laut Microsoft werden die MVPs aus über 100 Millionen Community-Teilnehmern ausgewählt. Je nach Fachgebiet werden unterschiedlich viele MVPs ausgezeichnet.
MVPs bekommen einen persönlichen Ansprechpartner („MVP Lead“) und besondere Unterstützung von Microsoft, sowie diverse weitere „Benefits“ wie z. B. ein Softwarepaket in Form eines Visual Studio Enterprise-Abonnements.

## Auszeichnungskategorien / Fachgebiete
Seit der Neustrukturierung im Jahr 2015 gibt es folgende Auszeichnungskategorien:
- AI (Artificial Intelligence)
- Business Applications
- Cloud & Datacenter Management
- Developer Technologies
- Data Platform
- Enterprise Mobility
- Microsoft Azure
- Office Apps & Services
- Office Development
- Windows & Devices for IT
- Windows Development

## Voraussetzungen für die Auszeichnung
Allgemeine Voraussetzungen sind besonderes Engagement in der Gemeinschaft (Community) sowie herausragendes Fachwissen.
Die Kriterien hierbei sind u. a.:
- fachliche Kompetenz
- Hilfsbereitschaft

Es werden Veröffentlichungen in folgenden Medien berücksichtigt:
- Online Communitys (z. B. Foren)
- Blogs der MVPs (In den Microsoft Communitys als auch auf persönlichen Webseiten)
- Offline Communitys
- Artikel in Magazinen
- Buch-Publikationen
- Vorträge

## Auszeichnungsprozess
Eine Jury aus Mitgliedern des MVP-Teams bei Microsoft und der Produktgruppenteams von Microsoft bewertet das technische Know-how und den freiwilligen Beitrag jeder nominierten Person zu den Communitys im vergangenen Jahr. Die Jury berücksichtigt dabei die Qualität, die Anzahl und die Effektivität der Beiträge des MVP-Kandidaten. Aktive MVPs werden jährlich ebenso gründlich geprüft wie andere Kandidaten.

## Veranstaltungen und Interaktion
Die Empfänger des MVP Award werden jährlich zur Teilnahme am sogenannten MVP Global Summit eingeladen, eine mehrere Tage dauernde Veranstaltung am Hauptsitz von Microsoft in Redmond und in Seattle, Washington. Auf dem MVP Global Summit erhalten MVPs Zugang zu exklusiven technischen Inhalten, nehmen an Sitzungen teil, in denen sie direktes Feedback geben können und treffen Produktmanager von Microsoft und andere MVPs aus der ganzen Welt.
MVPs pflegen in der Regel einen regen Austausch mit Microsoft in den Niederlassungen der einzelnen Länder. In Deutschland wird so u. a. unregelmäßig mehrfach im Jahr ein sogenannter MVP Open Day in verschiedenen Städten veranstaltet, in denen MVPs untereinander Kontakte knüpfen, Beziehungen zu Experten von Microsoft aufbauen und den Microsoft-Produktteams praxisbezogene Einblicke und Feedback geben können.

## Verwandte Programme
- Microsoft MVP Reconnect (Programm für ehemalige MVPs)
- Microsoft Windows Insider MVP (Programm für Consumer-orientierte MVPs)